# Neeti Mohan
Neeti Mohan (Delhi, 18 novembre 1979) è una cantante indiana.
Dal 2012 è attiva come cantante in playback per le colonne sonore del cinema indiano. Canta principalmente in lingua hindi, ma anche in altre lingue come marathi, tamil, telugu, kannada, bengali, punjabi e inglese.

## Filmografia parziale
Cantante in playback
- Student of the Year (2012)
- Jab Tak Hai Jaan (2012)
- Raanjhanaa (2013)
- CityLights (2014)
- Kick (2014)
- Bombay Velvet (2015)
- Padmaavat (2018)
- Pagalpanti (2019)

## Premi e riconoscimenti
- Filmfare Awards
  - 2013: "RD Burman Award for New Music Talent" (Jab Tak Hai Jaan, Student of the Year)
- Mirchi Music Awards
  - 2013: "Upcoming Female Vocalist of The Year" (Jab Tak Hai Jaan), "Indie Pop Song of the Year" (Man Marziyan)
- IIFA Utsavam
  - 2017: "Best Playback Singer - Female - Tamil" (Naanum Rowdy Dhaan)
- Nick KCA
  - 2017: "Dabur Best Smile"
- HT India's Most Stylish Awards
  - 2018: "Most Stylish Music Star"
- Dada Saheb Phalke Film Foundation Awards
  - 2018: "Best Playback Singer - Female"